# Silver Fox Films
Slver Fox Films es un estudio de animación británico fundado en el año 2001 por Graham Ralph, anteriormente el estudio era una sociedad entre Graham Ralph y Jerry Hibbert denominada Hibbert Ralph Animation y se especializaba en la realización de comerciales de televisión y de la serie animada La araña, posteriormente la sociedad terminó y Graham Ralph decidió inauguar otro estudio denominado Silver Fox Films.

## Filmografía
- La araña
- Angelmouse
- Bounty Hamster
- Las botas mágicas de Guillermo
- Los juguetes olvidados
- La primera nevada de invierno
- Magic Roundabout
- Rhinegold
- La segunda estrella a la izquierda
- Harry y su cubeta de dinosaurios